# Victor Denis
Victor Denis (La Gorgue, 12 gennaio 1889 – Fleury-les-Aubrais, 9 marzo 1972) è stato un calciatore francese, di ruolo centrocampista.

## Carriera

### Nazionale
Venne convocato dalla Nazionale francese B che partecipò ai Giochi olimpici del 1908, tuttavia non disputò l'unica partita giocata dalla sua Nazionale in quell'edizione.